# Амкар
«Амка́р» — российский футбольный клуб из Перми. Основан в 1994 году, на профессиональном уровне выступал с 1995 года, в 2018 году был расформирован из-за финансовых проблем. В российской Премьер-лиге выступал с 2004 по 2018 год. Финалист Кубка России сезона 2007/08. Домашней ареной «Амкара» является стадион «Звезда».
В 2020 году власти Пермского края озвучили заинтересованность в использовании бренда «Амкар» для Академии игровых видов спорта и в воссоздании в течение двух лет команды первого дивизиона. Воссозданная команда «Амкар» в 2020 году приняла участие в первенстве III дивизиона (зона «Урал и Западная Сибирь»). 2 апреля 2021 года футбольный клуб «Амкар» был зарегистрирован в качестве некоммерческой организации.

## История

### 1994—1999. Третья лига и второй дивизион

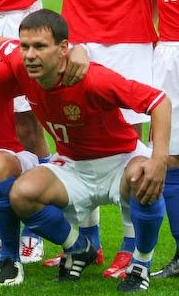
Константин Зырянов — самый известный игрок «Амкара»

Футбольный клуб «Амкар» был создан как команда пермского ОАО «Минеральные удобрения». Официальной датой рождения считается 8 мая 1993 года. Название «Амкар» происходит от сочетания частей слов аммиак и карбамид — эти два вещества являлись главной продукцией предприятия. Клубными красно-чёрными цветами команда обязана торговым партнёрам из Милана, которые на просьбу помочь предложили форму одноимённого клуба. Основу новой команды составляли работники предприятия. В 1994 году «Амкар», усилившись игроками-любителями из других команд города и несколькими бывшими профессионалами, стал чемпионом города Перми и Пермской области, а также выиграл областной кубок. 6 декабря 1994 года клуб был официально зарегистрирован и подал заявки на участие в турнире коллективов физической культуры. Однако «Амкару» предложили играть в третьей лиге чемпионата страны.

В 1995 году команда, усиленная бывшими игроками пермской команды «Звезда», стала второй в 6-й группе третьей лиги и вышла во вторую лигу. В 1996 году «Амкар» занял третье место в группе «Центр» второй лиги, в 1997 году клуб стал в турнире вторым.

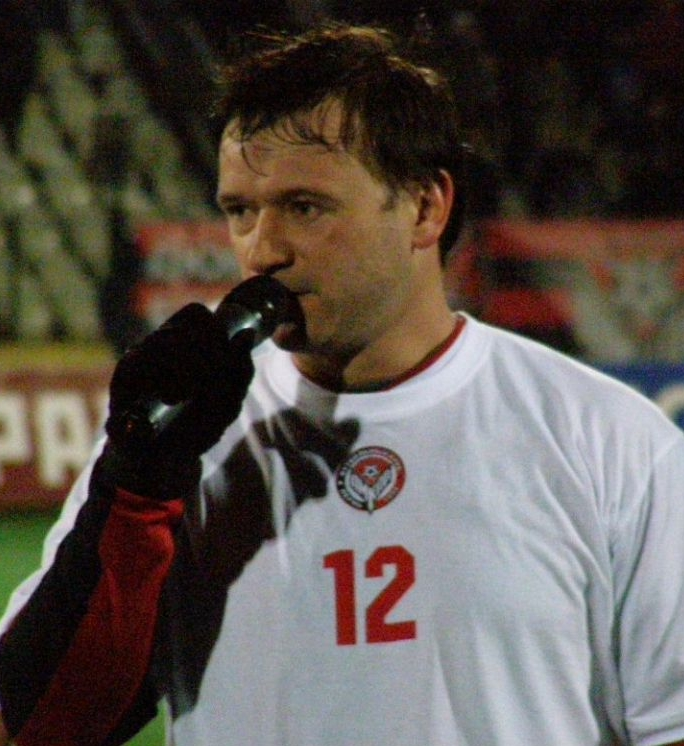
Константин Парамонов — лучший бомбардир в истории «Амкара» (170 голов)

12 сентября 1998 года в рамках Кубка России в гости к «Амкару» приехал московский «Спартак». В последний раз «Спартак» приезжал на Западный Урал в 1977 году в ранге команды первой лиги, когда был близок к возвращению в высший эшелон отечественного футбола. Встреча вызвала небывалый интерес, и 25-тысячный стадион впервые в своей 30-летней истории заполнился до отказа. Матч завершился со счётом 1:0 в пользу «Амкара». В первенстве пермяки набрали за чемпионат 93 % возможных очков и забили 100 мячей. «Амкар», заняв первое место, получил право выступать в Первом дивизионе.

### 1999—2003. Первый дивизион
В Первом дивизионе, команда выступала достаточно успешно, занимая в итоговой таблице место не ниже шестого. В сезоне 2001/02 клуб, дойдя до полуфинала Кубка России, уступил 0:1 московскому ЦСКА. В 2003 году за два тура до завершения «Амкар» шёл четвёртым, уступая балл краснодарской «Кубани» и проигрывая томской «Томи» и «Тереку» по общему количеству побед. По всем раскладам, лишними в споре квартета были амкаровцы и «Терек», однако сенсационная ничья «Томи» с «Балтикой» сделала фаворитом этой гонки красно-чёрных. В заключительном туре «Кубань» и «Терек» играли друг с другом. Для выхода в высший дивизион «Амкару» оставалось лишь переиграть дома «Факел», что и было сделано.

### 2004—2006

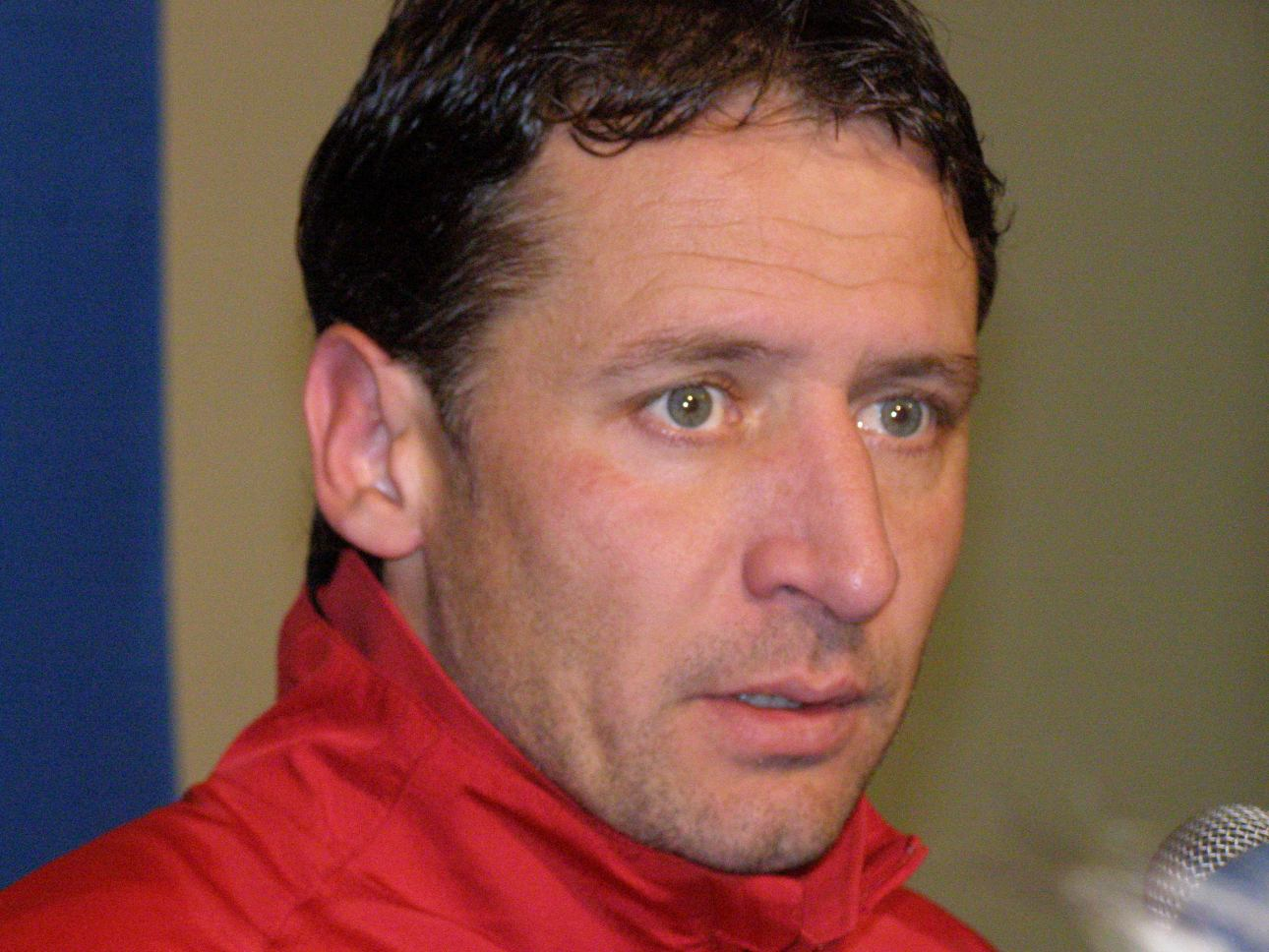
Мартин Кушев — второй бомбардир «Амкара» в Премьер-лиге — 36 голов

В премьер-лиге «Амкар» первое время выступал на среднем уровне, в 2004, 2005 и в 2006 годах команда заняла соответственно 11-е, 12-е и 13-е места. Перед первым сезоном в премьер-лиге «Амкар» пополнился будущими крепкими игроками основы Левенец, Шутов, Леонченко, Сираков, Лаврик, Олексич, Зияти, Линкар и другие, дебют «Амкара» пришёлся на выездной с «Кубанью», игра завершилась со счётом 0:0. В первых турах команда играла хорошо, 8 очков в 4 матчах и ни одного поражения. В сезоне 2004/05 «Амкар» повторил свой успех в розыгрыше Кубка России, дойдя до полуфинала, в котором уступил по сумме двух встреч подмосковным «Химкам». В 2005 сезоне было много памятных матчей, домашняя победа над «Зенитом» (1:0), крупная победа в игре с «Динамо» (4:1) а также поражение от «Локомотива» (3:4), хоть и после первого тайма «Амкар» выигрывал 3:0 и другие встречи. После того, как в середине 2006 года вместо ушедшего в отставку Сергея Оборина команду возглавил Рашид Рахимов, «Амкар» стал показывать весьма качественный футбол; на отрезке чемпионата с 19-го по 30-й тур «Амкар» стал 4-м в лиге по набранным очкам.

### 2007—2008. Самый успешный сезон

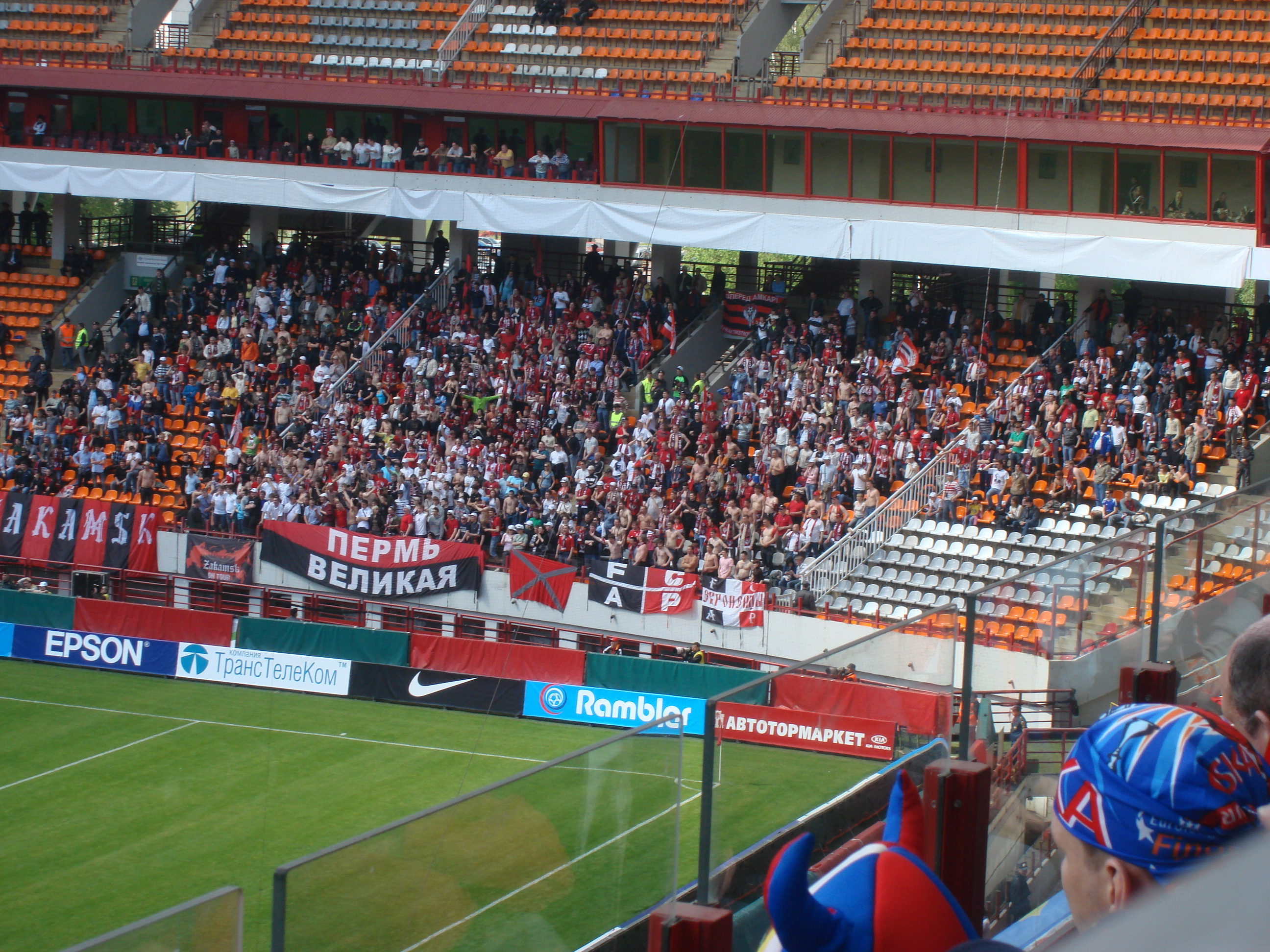
Болельщики «Амкара» на выезде

В 2007 году клуб сделал два ключевых приобретения, Георги Пеев перешёл из «Динамо» Киев и Никола Дринчич из турецкого «Газиантепспора», игроки стали лидерами команды, и в сезоне команда уже не боролась за выживание, она выступала достаточно уверенно, но ряд факторов не позволил ей подняться выше 8-го места. Зато в розыгрыше Кубка России 2007/08 «Амкар» добился наилучшего в своей истории результата. 16 апреля 2008 года клуб переиграл «Урал» из Екатеринбурга (1:0) и вышел в финал, где проиграл в серии пенальти ЦСКА. Перед сезоном 2008 пост главного тренера покинул Рашид Рахимов, ушедший в московский «Локомотив», на смену ему пришёл малоизвестный черногорский специалист Миодраг Божович. Перед уходом на перерыв к Евро-2008 «Амкар» находился на 3-м месте в турнирной таблице, уступая лишь одно очко идущему вторым московскому «Спартаку» и 6 лидирующему «Рубину». После перерыва команду покинули одни из лидеров команды Владимир Габулов, а также капитан и воспитанник пермского футбола Алексей Попов, перешедшие в «Динамо» Москва и «Рубин» соответственно. В течение двух туров подряд на экваторе первенства «Амкар» вообще мог возглавить турнирную таблицу, но не смог переиграть в домашних матчах «Томь» и нальчикский «Спартак». 16 ноября, обыграв в Томске «Томь», пермяки за тур до завершения соревнований забронировали за собой четвёртую строчку и путёвку в плей-офф отборочного этапа Лиги Европы. Кроме того «Амкар» вновь сыграл больше всех «сухих» матчей в Премьер-лиге — 17. Сезон 2008 года стал лучшим в истории «Амкара».

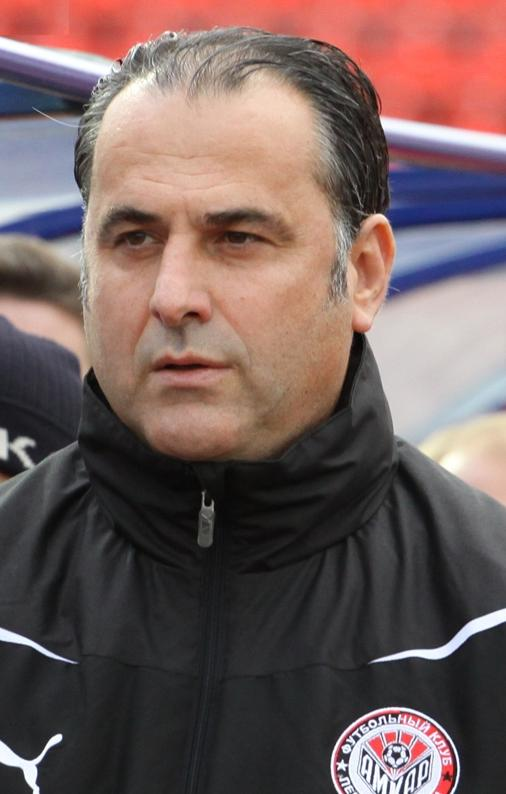
Миодраг Божович — Главный тренер «Амкара» в 2008 и 2011/12 сезонах

### 2009—2011

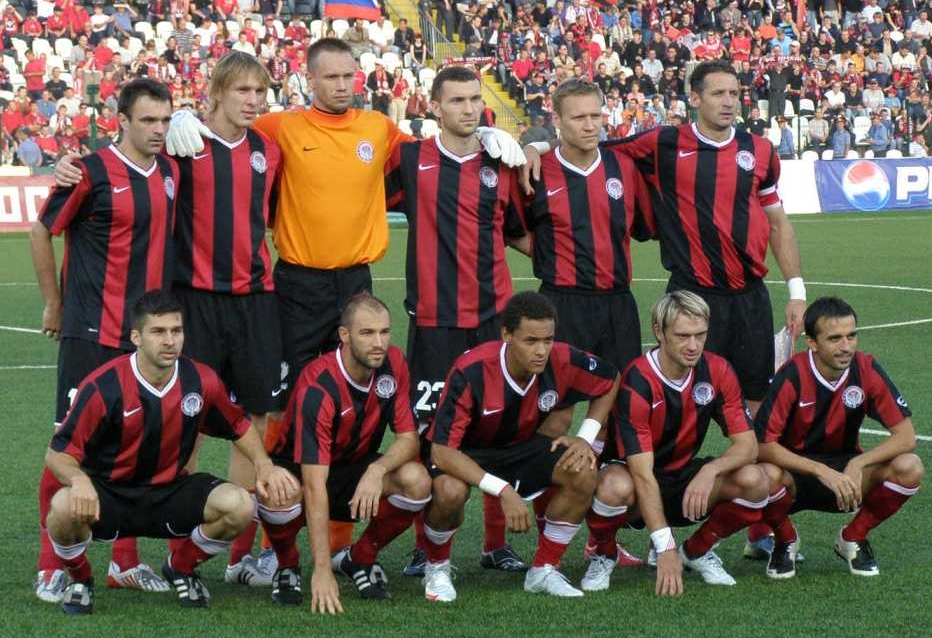
«Амкар» в Лиге Европы 2009/10

В следующем сезоне Димитр Димитров, пришедший на смену Миодрагу Божовичу, не смог продолжить успехи предшественников. За первые 5 туров Чемпионата 2009 команда пропустила всего один мяч, но в дальнейшем регулярно допускала грубые ошибки в обороне, в результате чего была вынуждена бороться за выживание. 27 августа «Амкар» принимал дома клуб Английской Премьер-лиги «Фулхэм» в рамках ответного матча плей-офф Лиге Европы сезона 2009/2010, в первом матче в Лондоне, «Амкар» проиграл со счётом 1:3, оставив небольшие шансы на выход в групповой раунд турнира, матч в Перми собрал полный стадион. «Амкар» сумел одержать победу (1:0), но этого не хватило для прохода дальше. После 20-го тура на пост главного тренера клуба вернулся Рашид Рахимов, перед которым была поставлена задача сохранения места команды в Премьер-лиге, с чем он успешно справился. В чемпионате России 2009 года вратари «Амкара» отразили 4 пенальти из 5.

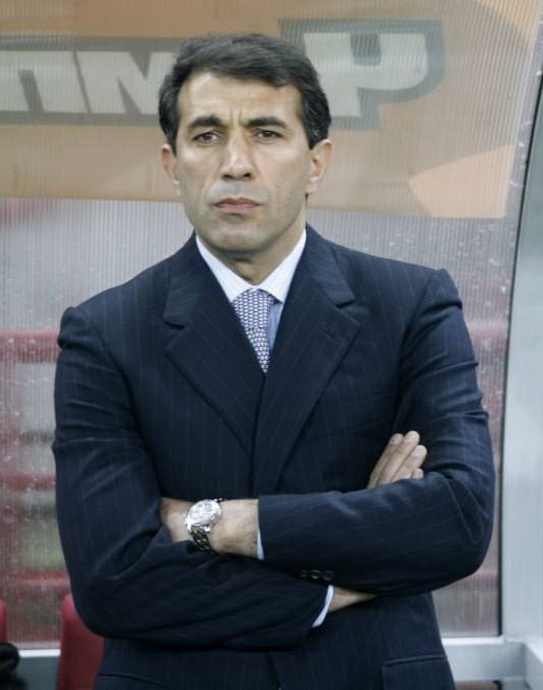
Рашид Рахимов — Главный тренер «Амкара» в 2006—2007 и 2009—2011 годах

В розыгрыше Кубка «Амкар» обыграл курский и подольский «Авангарды», на стадии четвертьфинала получил техническую победу над прекратившим своё существование футбольным клубом «Москва», но 21 апреля 2010 года «Амкар» проиграл дома в полуфинале Кубка России «Зениту» в серии пенальти, сыграв в основное и дополнительное время 0:0. В 2010 году до конца борясь за выживание, впервые не одержав ни одной победы в гостях и забив меньше всех мячей, «Амкар» занял 14-е место и сохранил место в Премьер-лиге. В последнем матче того сезона после финального свистка объявил о завершении своей карьеры в качестве игрока «Амкара» Мартин Кушев, капитан и один из лучших игроков в истории клуба, лучший бомбардир команды в премьер-лиге, играл за «Амкар» с 2005 по 2010 год. После завершения карьеры игрока «Амкара» Кушев должен был стать помощником главного тренера Рахимова, но руководство предложило ему место в тренерском штабе молодёжной команды. Кушев предпочёл вернуться в Болгарию, в команду «Славия», где через полгода стал главным тренером.
21 декабря 2010 года на официальном сайте появилось сообщение о добровольном переходе в первую лигу в связи со сложной финансовой ситуацией, сложившейся в клубе. В это же время фанаты и болельщики клуба организовали сбор средств в поддержку «Амкара», а также обратились к представителям пермского бизнеса. Однако пермские власти невысоко оценили действия болельщиков. Геннадий Шилов, в свою очередь, заявил, что готов стать президентом клуба вместо ушедшего в отставку Валерия Чупракова. Также Шилов намерен обратиться за помощью к руководству края и заняться поиском спонсоров. РФПЛ дала клубу время до 15 января. 25 января 2011 года «Амкар» отозвал заявку о выходе клуба из состава премьер-лиги.

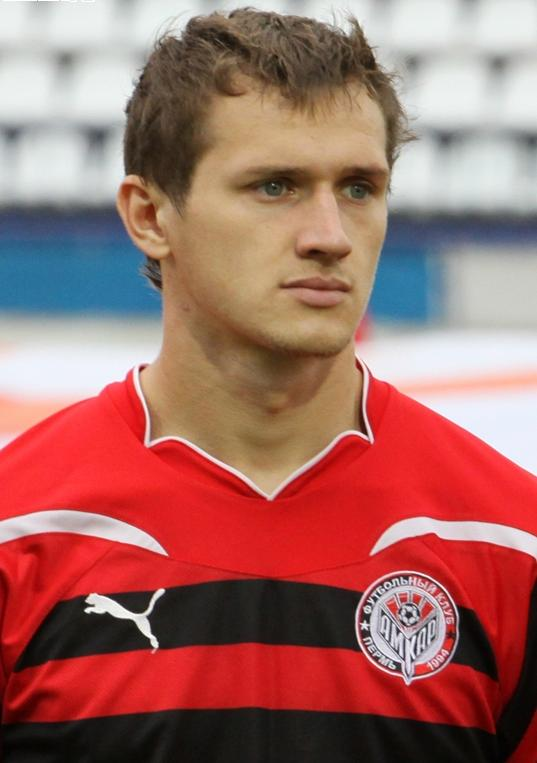
Александр Коломейцев

В 2011 году клуб начал давать больше шансов молодым игрокам, в основе стали чаще появляться Михалёв, Коломейцев, Бурмистров, Секретов. Команда провела сезон нестабильно, памятными матчами для клуба и болельщиков стали драматичный матч с «Кубанью», завершившийся поражением 2:3, ничья с «Зенитом» на «Петровском» (1:1) и победа над «Спартаком» 2:1 в «Лужниках». 28 сентября 2011 года, после безвыигрышной серии в 10 игр в официальных матчах, клуб расстался с Рашидом Рахимовым по обоюдному согласию. На следующий день 29 сентября 2011 года, команде был представлен новый главный тренер, им стал Миодраг Божович, который уже возглавлял «Амкар» в 2008 году и с которым команда заняла 4-е место в Чемпионате России, а также вышла в финал Кубка страны. После 1-го этапа Чемпионата России сезона 2011/12 команда заняла 12-е место. В третьем же круге чемпионата клуб набрал больше всех очков в премьер-лиге и занял итоговое 10-е место.

### 2011—2014
11 июня 2012 года Миодраг Божович вновь оставил пост главного тренера команды по собственному желанию, и исполняющим обязанности был назначен тренер молодёжного состава Рустем Хузин, но из-за отсутствия у Хузина лицензии PRO главным тренером был назначен подполковник украинской армии в запасе Николай Трубачёв. С новым тренером в рамках 2-го тура «Амкар» впервые в своей истории обыграл московский ЦСКА (3:1). В матче 12-го тура против «Терека» на форме «Амкара» появилась эмблема Уралкалия. Однако команда провалила оставшуюся до перерыва часть сезона, набрав в восьми матчах лишь 4 очка (Победа в гостях над «Локомотивом» и ничья на выезде с «Мордовией»).
17 января 2013 года, благодаря зачислению на курс обучения на лицензию PRO, Рустем Хузин получил право быть главным тренером «Амкара», и контракт с Трубачёвым был расторгнут. С уже официально ставшим тренером Хузиным, «Амкар» в рамках 21-го тура одержал свою самую крупную победу в Премьер-Лиге над владикавказской «Аланией» (5:1), а затем сыграл в ничью с «Динамо» (1:1) и «Рубином» (1:1), при этом проиграв весной «Краснодару» (1:2) и московскому «Спартаку» (0:2).
После победы над «Аланией» команда проиграла «Тереку» (1:2) и «Локомотиву» (2:4). После ещё одного разгромного проигрыша «Кубани» (0:4) последовала победа над прямым конкурентом «Ростовом» (3:2) и нулевая ничья с «Зенитом», по итогам которой «Амкар» сохранил право остаться в премьер-лиге.
В июне 2013 года руководство клуба решило не продлевать контракты Рустема Хузина и старшего тренера команды Александра Горшкова, которые истекали летом. Новым главным тренером «Амкара» стал Станислав Черчесов, ранее работавший в «Тереке». Соглашение рассчитано на два года. Вместе с Черчесовым в команду пришли старший тренер Мирослав Ромащенко, массажист Владимир Паников, тренер вратарей Гинтарас Стауче и врач Эдуард Цгоев. Все они также работали в «Тереке».

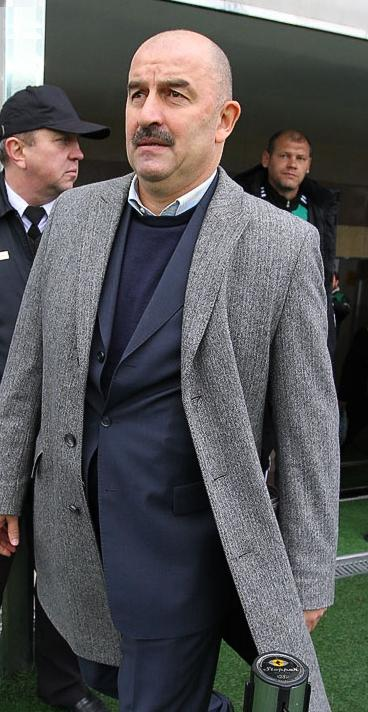
Станислав Черчесов — Главный тренер клуба в сезоне 2013/14

Сезон 2013/14 «Амкар» начал с уверенной победы над «Томью» (2:0), двумя нулевыми ничьими с самарскими «Крыльями Советов» и «Уралом». Также пермский клуб впервые на своём стадионе в рамках Премьер-лиги обыграл московский «Спартак» (2:1).
В середине сентября, после крупной гостевой победы над «Кубанью» (3:0), лидер «Амкара» Георги Пеев прямо говорил о задержках зарплаты: «Были бы довольны, если с нами рассчитаются по зарплате, а о бонусах пока рано говорить». Черчесов поднимал тему финансирования команды в разговоре с губернатором Виктором Басаргиным, когда глава региона заходил в раздевалку команды. Губернатор, который постоянно ходит на игры «Амкара», пообещал помочь в решении вопроса. В конце октября, перед победной игрой с московским «Динамо» (2:1), вопрос с финансированием был решён и все проблемы улажены.
8 апреля 2014 года и. о. главного тренера пермского клуба стал Константин Парамонов вместо ушедшего Черчесова, ставшего главным тренером московского «Динамо». Но после прихода Парамонова в трёх играх с аутсайдерами («Томь», «Урал», «Крылья Советов») «Амкар» набрал всего 2 очка. В итоге в этом сезоне клуб занял 10 место, хотя мог рассчитывать на попадание в еврокубковую зону.
17 июня 2014 года контракт с пермским клубом подписал известный сербский специалист Славолюб Муслин, ранее возглавлявший московский «Локомотив», «Химки» и «Краснодар». Соглашение было рассчитано на двухлетний период, но уже в декабре 2014 Муслин был отправлен в отставку из-за низких результатов команды в осенней части чемпионата России и желания выставить на трансфер Нарубина, Пеева и других ветеранов «Амкара». Также в клубе образовалась солидная задолженность по заработанной плате футболистам и сотрудникам клуба. В это время случился другой неприятный инцидент — перед матчем «Уфы» с «Локомотивом» в Перми президент московского клуба Ольга Смородская пожаловалась на качество газона стадиона «Звезда», из-за чего РФПЛ запретила играть матчи Премьер-Лиги в Перми. Руководство «Амкара» решило все проблемы, клуб погасил долги.

### 2015—2018

Эмблема клуба до 2018 года

После разгромных поражений от дебютанта чемпионата «Арсенала» (0:4) и «Динамо» (0:5) Муслин был отправлен в отставку с поста главного тренера. Руководство «Амкара» поставило задачу найти команде нового наставника. Правление клуба рассматривало кандидатуры Виктора Гончаренко и Сергея Юрана. В итоге главным тренером пермяков стал Гаджи Гаджиев, до конца мая 2014 года работавший в махачкалинском «Анжи». Контракт «Амкара» со специалистом был рассчитан до конца текущего сезона. Также в тренерский штаб «Амкара» вошли бывшие футболисты сборной России — Вадим Евсеев и Андрей Каряка.

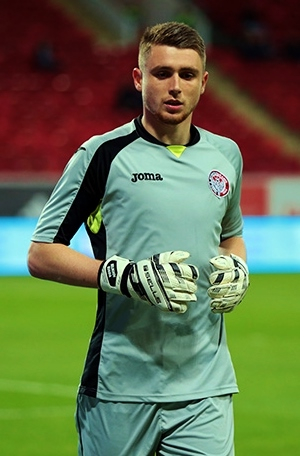
Александр Селихов

В начале второй части сезона, несмотря на смену тренера, «Амкар» продлил свою безвыигрышную серию — ничьи с «Торпедо» (0:0) и «Уфой» (1:1), поражения от «Урала», «Мордовии» и «Рубина». Первой победой, одержанной при Гаджиеве, стала домашняя игра с ЦСКА (1:0), однако после неё команда вновь проиграла «Арсеналу», но уже на своём стадионе.
После этого матча «Амкар» выдал беспроигрышную серию, в ходе которой одержаны победы над «Тереком», «Динамо», «Кубанью» и чемпионом «Зенитом». Команда поднялась с 16-го места на 11-е, сохранив себе прописку в РФПЛ на следующий сезон, а тренерский штаб Гаджиева продлил контракты с клубом до июня 2017 года.
Перед началом сезона 2015/16, «Амкар» покинуло несколько ключевых футболистов — ветеран клуба Захари Сираков объявил о завершении карьеры, Александр Коломейцев ушёл в московский «Локомотив», а Мартин Якубко — в словацкий «Ружомберок». Команда пополнилась в том числе нападающим Александром Салугиным из московского «Торпедо», а также защитниками Николаем Зайцевым и Георгием Джикией, пришедшими из клубов ФНЛ «Тосно» и «Химика» соответственно. И Джикия, и Зайцев стали крепкими игроками основы, наряду с одним из открытий сезона, 21-летним вратарём Александром Селиховым, ставшим основным голкипером «Амкара» после уверенного дебютного матча с «Ростовом» (1:0). Сам же сезон завершился для «Амкара» 11-м местом и полуфиналом Кубка страны с «Зенитом». После матча из-за конфликта с Гаджиевым о завершении карьеры объявил другой болгарский ветеран клуба и играющий тренер Георги Пеев.
2 марта 2018 года, после поражения в четвертьфинале Кубка России от курского «Авангарда», клуб покинул Гаджи Гаджиев. Подчёркивалось, что это решение самого тренера. Временно исполняющим обязанности главного тренера назначен помощник Гаджи Гаджиева Вадим Евсеев.
По итогам сезона 2017—2018 года «Амкар» занял 13 место и вынужден был играть переходные матчи с футбольным клубом «Тамбов» за право в следующем сезоне выступать в Премьер-лиге. Победив в обоих матчах (2:0 дома и 1:0 на выезде), команда сумела сохранить за собой место в РФПЛ на следующий сезон.
13 июня 2018 года состоялось заседание Российского футбольного союза, на котором лицензия РФС на сезон-2018/19 у «Амкара» была отозвана «в связи с недостаточными финансовыми гарантиями и наличием существенных просроченных задолженностей». Таким образом, в сезоне 2018/19 года «Амкар» не получил права играть в Премьер-лиге. 18 июня 2018 года президент клуба Геннадий Шилов заявил о прекращении существования команды.
10 июля 2018 года состоялось совместное заседание правления и учредителей клуба, на котором было принято решение о ликвидации общественной организации «Футбольный клуб „Амкар“» как юридического лица и формировании ликвидационной комиссии. 6 ноября 2018 года Арбитражный суд Пермского края удовлетворил заявление бывшего президента «Амкара» Геннадия Шилова о признании клуба банкротом. С 1 ноября 2019 года по май 2020 проходила продажа имущества бывшего клуба, вызвавшая споры у властей Перми.
В дальнейшем в российских соревнованиях выступал лишь молодёжный состав «красно-чёрных».
В 2018 году «Амкар» стал первым победителем «Футбольной небесной лиги» — виртуального онлайн-турнира среди расформированных российских клубов. 31 мая 2020 болельщики клуба получили награду данного турнира в виде кубка.

### 2020. Возрождение на любительском уровне
17 июня 2020 года появилась информация о том, что власти Пермского края ведут переговоры о приобретении товарного знака футбольного клуба «Амкар» и о возможном возрождении коллектива на базе местной «Звезды». В этот же день бывший главный тренер команды Гаджи Гаджиев поддержал инициативу по восстановлению «Амкара», заявив, что поможет, чем сможет. 5 июля болельщики «красно-чёрных» обратились к врио главы региона, Дмитрию Махонину, с просьбой начать процесс возрождения клуба, объявив о готовности поддерживать коллектив на любом уровне.
14 июля пермская власть в лице Государственного краевого бюджетного учреждения «Центр спортивной подготовки Пермского края» получила исключительные права на товарный знак футбольного клуба «Амкар». 25 июля Дмитрий Махонин выразил желание возродить команду «Амкар» на профессиональном уровне независимо от пермской «Звезды».
29 июля стало известно, что команда «Амкар» будет возрождена на любительском уровне для участия в третьем дивизионе. 6 августа в манеже «Пермь Великая» состоялась церемония передачи бренда «Амкара» молодёжной команде (футбольной команде Академии игровых видов спорта), также было объявлено о намерениях в ноябре 2020 года создать профессиональный ФК «Амкар». Днём ранее любительская команда ФК «Амкар» заявилась в первенство III дивизиона в зону «Урал и Западная Сибирь», заменив команду «Академия».

### 2021. Начало новой истории «Амкар-Пермь». ПФЛ
2 апреля 2021 года футбольный клуб «Амкар» был зарегистрирован в качестве автономной некоммерческой организации, президентом клуба стал Валерий Чупраков, ранее уже занимавший этот пост. 20 мая стало известно, что «Амкар-Пермь» прошёл лицензирование и был принят в состав ПФЛ для участия в Первенстве сезона 2021/22.

## История выступлений
| Год                      | Лига                                               | Место    | И  | В  | Н  | П  | Голы   | О  | Кубок России            | Примечания                            |
| ------------------------ | -------------------------------------------------- | -------- | -- | -- | -- | -- | ------ | -- | ----------------------- | ------------------------------------- |
| 1995                     | Третья лига, зона 6                                | из 14    | 26 | 17 | 5  | 4  | 50-15  | 56 | Н/У                     |                                       |
| 1996                     | Вторая лига, зона «Центр»                          | из 22    | 42 | 28 | 9  | 5  | 86-31  | 93 | Н/У                     |                                       |
| 1997                     | Вторая лига, зона «Центр»                          | из 21    | 40 | 24 | 11 | 5  | 69-21  | 83 | 1/64                    |                                       |
| 1998                     | Второй дивизион, зона «Урал»                       | из 18    | 34 | 31 | 2  | 1  | 100-12 | 95 | 1/64                    |                                       |
| 1999                     | Первый дивизион                                    | 6 из 22  | 42 | 20 | 10 | 12 | 65-49  | 70 | 1/8                     |                                       |
| 2000                     | Первый дивизион                                    | 6 из 20  | 38 | 17 | 9  | 12 | 53-38  | 60 | 1/16                    |                                       |
| 2001                     | Первый дивизион                                    | 4 из 18  | 34 | 16 | 8  | 10 | 46-29  | 56 | 1/4                     |                                       |
| 2002                     | Первый дивизион                                    | 5 из 18  | 34 | 15 | 9  | 10 | 45-31  | 54 | 1/2                     |                                       |
| 2003                     | Первый дивизион                                    | из 22    | 42 | 25 | 12 | 5  | 50-20  | 87 | 1/16                    |                                       |
| 2004                     | Премьер-лига                                       | 11 из 16 | 30 | 6  | 12 | 12 | 27-42  | 30 | 1/16                    |                                       |
| 2005                     | Премьер-лига                                       | 12 из 16 | 30 | 7  | 12 | 11 | 25-36  | 33 | 1/2                     |                                       |
| 2006                     | Премьер-лига                                       | 13 из 16 | 30 | 8  | 11 | 11 | 22-36  | 35 | 1/8                     |                                       |
| 2007                     | Премьер-лига                                       | 8 из 16  | 30 | 10 | 11 | 9  | 30-27  | 41 | 1/8                     |                                       |
| 2008                     | Премьер-лига                                       | 4 из 16  | 30 | 14 | 9  | 7  | 31-22  | 51 | финал                   |                                       |
| 2009                     | Премьер-лига                                       | 13 из 16 | 30 | 8  | 9  | 13 | 27-37  | 33 | 1/8                     | Участие в Раунде плей-офф Лиги Европы |
| 2010                     | Премьер-лига                                       | 14 из 16 | 30 | 8  | 6  | 16 | 24-35  | 30 | 1/2                     |                                       |
| 2011/12                  | Премьер-лига                                       | 10 из 16 | 44 | 14 | 13 | 17 | 40-51  | 55 | 1/8,1/8                 |                                       |
| 2012/13                  | Премьер-лига                                       | 11 из 16 | 30 | 7  | 8  | 15 | 34-51  | 29 | 1/16                    |                                       |
| 2013/14                  | Премьер-лига                                       | 10 из 16 | 30 | 9  | 11 | 10 | 36-37  | 38 | 1/16                    |                                       |
| 2014/15                  | Премьер-лига                                       | 11 из 16 | 30 | 8  | 8  | 14 | 25-42  | 32 | 1/16                    |                                       |
| 2015/16                  | Премьер-лига                                       | 11 из 16 | 30 | 7  | 10 | 13 | 22-33  | 31 | 1/2                     |                                       |
| 2016/17                  | Премьер-лига                                       | 10 из 16 | 30 | 8  | 11 | 11 | 25-29  | 35 | 1/8                     |                                       |
| 2017/18                  | Премьер-лига                                       | 13 из 16 | 30 | 9  | 8  | 13 | 20-30  | 35 | 1/4                     | Расформирование                       |
|                          |                                                    |          |    |    |    |    |        |    |                         |                                       |
| 2020                     | III дивизион (люб.), зона «Урал и Западная Сибирь» | 8 из 14  | 13 | 4  | 3  | 6  | 20-27  | 15 | Н/У                     | Воссоздание                           |
| 2021/22                  | Второй дивизион ФНЛ, группа 4                      | 4 из 15  | 28 | 16 | 4  | 8  | 43-28  | 52 | 1/256                   |                                       |
| 2022/23                  | Вторая лига, группа 4                              | 3 из 12  | 27 | 14 | 5  | 8  | 43-31  | 47 | 2-й раунд пути регионов |                                       |
| 2023/24, 1-й этап (2023) | Вторая лига, дивизион «А», группа «серебро»        | 8 из 10  | 18 | 6  | 6  | 6  | 19-17  | 24 | 5-й раунд пути регионов |                                       |
| 2024                     | Вторая лига, дивизион «Б», группа 4                | из 14    | 26 | 16 | 7  | 3  | 35-15  | 55 | 6-й раунд пути регионов |                                       |

* После расформирования клуба в 2018 году участвовавшая в III дивизионе (зона «Урал и Западная Сибирь») команда «Амкар-Юниор» была переименована в ЦПМФ «Академия футбола „Пермский край“», провела там же следующий сезон.
В 2020 году команда «Амкар» воссоздана, стала участником турнира в III дивизионе.

## В еврокубках
«Амкар» один раз участвовал в еврокубках. Заняв 4-е место в чемпионате России сезона 2008 года, клуб получил право выступать в Лиге Европы, где в раунде плей-офф в первом матче в гостях проиграл английскому «Фулхэму» со счётом 1:3; в ответной игре пермяки победили 1:0. По сумме двух игр пермяки проиграли будущему финалисту этого турнира со счётом 2:3.
| 20 августа 2009 Первый матч | Фулхэм (Лондон)                                   | 3:1 (1:0) | Амкар                                       | Лондон                                                           |
| 23:00 MSK | Джонсон 4′ · Демпси 51′ · Замора 75′ · Демпси 82' |           | 63' Белоруков · 75' Черенчиков · 77′ Гришин | Стадион: «Крейвен Коттедж» Зрителей: 13 029 Судья: Педру Проэнса |
| Фулхэм (Лондон): Шварцер, Кончески, Пэйнтсил, Хангеланд, Эндрю Джонсон (Невланд, 68), Гера (Дафф, 75), Мёрфи, Хьюз, Этуху (Бэйрд, 78), Демпси, Замора. Главный тренер: Рой Ходжсон Амкар: Нарубин, Пеев, Новакович (Телькийски, 68), Сираков, Гаал, Жеан Карлос (Юнузович, 85), Дринчич, Жиляев (Гришин, 60), Белоруков, Черенчиков, Кушев. Главный тренер: Димитр Димитров. |                                                   |           |                                             |                                                                  |

| 27 августа 2009 Ответный матч | Амкар                     | 1:0 (0:0) | Фулхэм (Лондон)         | Пермь                                                         |
| 18:00 MSK | Белоруков 84' · Кушев 90′ |           | 63' Пейнтсил · 88' Бэрд | Стадион: «Звезда» Зрителей: 20 000 Судья: Маркус Стрембергсон |
| Амкар: Нарубин, Гришин, (Юнузович, 76), Телькийски (Новакович, 60), Пеев, Сираков, Гаал, Жеан Карлос (Жиляев, 64), Дринчич, Белоруков, Черенчиков, Кушев. Главный тренер: Димитр Димитров. Фулхэм (Лондон): Шварцер, Келли, Пэйнтсил, Хангеланд, Бэйрд, Невланд (Камара, 68), Гера, Дафф, Риисе (Сеол Ки Хьон, 76), Хьюз, Этуху. Главный тренер: Рой Ходжсон |                           |           |                         |                                                               |

## Состав

### Основной состав
| 1  | Флаг России | Вр  | Никита Колесов     | 1999 |  |  |  |  |  |
| 35 | Флаг России | Вр  | Максим Айсин       | 2003 |  |  |  |  |  |
| 57 | Флаг России | Вр  | Егор Трифонов      | 2007 |  |  |  |  |  |
|    |             |     |                    |      |  |  |  |  |  |
| 3  | Флаг России | Защ | Ислам Жилов        | 1997 |  |  |  |  |  |
| 4  | Флаг России | Защ | Эмиль Галлямов     | 2001 |  |  |  |  |  |
| 5  | Флаг России | Защ | Георгий Санакоев   | 1998 |  |  |  |  |  |
| 30 | Флаг России | Защ | Сослан Таказов     | 1993 |  |  |  |  |  |
| 33 | Флаг России | Защ | Кирилл Мырзаков    | 1999 |  |  |  |  |  |
| 44 | Флаг России | Защ | Михаил Сухорученко | 2003 |  |  |  |  |  |
| 45 | Флаг России | Защ | Андрей Придюк      | 1994 |  |  |  |  |  |
|    |             |     |                    |      |  |  |  |  |  |
| 6  | Флаг России | ПЗ  | Лев Толкачёв       | 2000 |  |  |  |  |  |
| 7  | Флаг России | ПЗ  | Евгений Тюкалов    | 1992 |  |  |  |  |  |
| 8  | Флаг России | ПЗ  | Алекс Мацукатов    | 1999 |  |  |  |  |  |
| 10 | Флаг России | ПЗ  | Кирилл Корольков   | 2001 |  |  |  |  |  |

| 14 | Флаг России | ПЗ  | Денис Чушъялов      | 1992 |  |  |  |  |  |
| 15 | Флаг России | ПЗ  | Дмитрий Шерстобитов | 2004 |  |  |  |  |  |
| 17 | Флаг России | ПЗ  | Матвей Кожин        | 2004 |  |  |  |  |  |
| 19 | Флаг России | ПЗ  | Линар Шарифуллин    | 2001 |  |  |  |  |  |
| 20 | Флаг России | ПЗ  | Дмитрий Калайда     | 2005 |  |  |  |  |  |
| 38 | Флаг России | ПЗ  | Матвей Горбунов     | 2009 |  |  |  |  |  |
| 70 | Флаг России | ПЗ  | Роман Шоронов       | 2008 |  |  |  |  |  |
| 77 | Флаг России | ПЗ  | Даниил Зуев         | 1996 |  |  |  |  |  |
| 95 | Флаг России | ПЗ  | Арсений Чернышев    | 2006 |  |  |  |  |  |
| 97 | Флаг России | ПЗ  | Никита Голдобин     | 1997 |  |  |  |  |  |
|    |             |     |                     |      |  |  |  |  |  |
| 9  | Флаг России | Нап | Артём Котик         | 2009 |  |  |  |  |  |
| 11 | Флаг России | Нап | Джамал Дибиргаджиев | 1996 |  |  |  |  |  |
| 29 | Флаг России | Нап | Арсений Калугин     | 2009 |  |  |  |  |  |
| 74 | Флаг России | Нап | Артём Аношин        | 2005 |  |  |  |  |  |

#### Трансферы

##### Пришли
| Поз. | Игрок            | Прежний клуб              |
| ---- | ---------------- | ------------------------- |
| Вр   | Максим Айсин     | Родина (Москва) *         |
| Защ  | Эмиль Галлямов   | Сокол (Казань)            |
| Защ  | Георгий Санакоев | Рубин (Ялта)              |
| ПЗ   | Алекс Мацукатов  | Муром                     |
| ПЗ   | Арсений Чернышев | Зенит (Пенза) **          |
| ПЗ   | Кирилл Корольков | Спартак (Кострома)        |
| ПЗ   | Линар Шарифуллин | Нефтехимик (Нижнекамск) * |
| Нап  | Артём Аношин     | Химки-М                   |
| Нап  | Артём Котик      | Нефтехимик (Нижнекамск) * |

##### Ушли
| Поз. | Игрок              | Новый клуб                  |
| ---- | ------------------ | --------------------------- |
| Вр   | Ризван Ташаев      | Ахмат (Грозный) **          |
| Вр   | Владислав Васильев | КАМАЗ (Набережные Челны) ** |
| Защ  | Сергей Конаков     | Знамя Труда (Орехово-Зуево) |
| Защ  | Егор Никифоренко   | Свободный агент ***         |
| ПЗ   | Илья Петухов       | Свободный агент ***         |
| ПЗ   | Валерий Потороча   | Свободный агент ***         |
| Нап  | Артём Котик        | Нефтехимик (Нижнекамск) **  |

## Тренерский штаб

### Основной состав
| Должность       | Имя                |
| --------------- | ------------------ |
| Главный тренер  | Александр Кульчий  |
| Старший тренер  | Ярослав Мочалов    |
| Тренер          | Сергей Волков      |
| Тренер вратарей | Валерий Шанталосов |
| Врач            | Владимир Елышев    |

## Достижения

### Национальные
Чемпионат России
- 4-е место: 2008

Кубок России
- Финалист: 2007/08

Первый дивизион
- Победитель: 2003

Второй дивизион
- Победитель: 1998 (зона «Урал»)
- Серебряный призёр: 1997 (зона «Центр»)
- Бронзовый призёр: 1996 (зона «Центр»)

Вторая лига (дивизион «Б»)
- Серебряный призёр: 2024 (группа 4)

Третья лига
- Серебряный призёр: 1995 (6-я зона)

Молодёжное первенство России по футболу
- Серебряный призёр: 2010

## Символика и форма

### Клубные цвета
| Красный | Чёрный |

### Домашняя форма
| 2005 | 2006 | 2008/09 | 2010 | 2011/12 | 2012/13 | 2016/17 |

### Гостевая форма
| 2005 | 2006 | 2007 | 2008/09 | 2010 | 2011/12 | 2012/13 | 2016/17 | 2016/17 (запасная) |

## Рекорды

### Клубные рекорды
- Самая крупная победа — 8:1 над «Металлургом-Метизником» (Магнитогорск) в 1995 году[63].
- Самое крупное поражение — 0:6 от московского «Спартака» в 2004 году.
- Самая крупная победа в Премьер-лиге: 5:1 над «Аланией» в 2013 году[64], над «Волгой» в 2014 году[65].
- Больше всех матчей за команду в Премьер-лиге — Захари Сираков — 266 матчей[66].
- Лучший бомбардир команды в Премьер-лиге — Георги Пеев — 38 мячей.
- Самый молодой — Арсений Калугин — 15 лет 144 дня, 22.06.2024, «Амкар» — «Акрон-2» (3:1)[67].
- Самый возрастной — Сергей Чебанов — 40 лет 207 дней, 7.11.1999, «Рубин» — «Амкар» (0:0).

### Рекордсмены «Амкара» в чемпионатах России
| По количеству матчей    |     |
| Футболист               | Игр |
| 1 Алексей Попов         | 424 |
| 2 Константин Парамонов  | 337 |
| 3 Захари Сираков        | 286 |
| 4 Дмитрий Белоруков     | 276 |
| 5 Иван Черенчиков       | 241 |
| 6 Георгий Пеев          | 234 |
| 7 Сергей Волков         | 215 |
| 8 Евгений Ярков         | 190 |
| 9 Александр Галеутдинов | 175 |
| 10 Игорь Бахтин         | 171 |
| 10 Константин Зырянов   | 171 |

| Лучшие бомбардиры клуба |       |
| Футболист               | Голов |
| 1 Константин Парамонов  | 170   |
| 2 Константин Зырянов    | 48    |
| 3 Георгий Пеев          | 41    |
| 4 Мартин Кушев          | 38    |
| 5 Евгений Тюкалов       | 31    |
| 6 Александр Галеутдинов | 29    |
| 7 Лев Матвеев           | 21    |
| 8 Сергей Чебанов        | 20    |
| 8 Сергей Волков         | 20    |
| 10 Сергей Рыбаков       | 18    |
| 10 Юрий Хайрулин        | 18    |

## Главные тренеры
| Годы      | Тренер               | И   | В   | Н   | П   | М       | % побед | % очков | Достижения                                                                               |
| --------- | -------------------- | --- | --- | --- | --- | ------- | ------- | ------- | ---------------------------------------------------------------------------------------- |
| 1993—1994 | Виктор Засульский    | 50  | 42  | 4   | 4   | 135-38  | 84      | 86      | Чемпионат Перми (1994), Чемпионат Пермской области (1994), Кубок Пермской области (1994) |
| 1995—2006 | Сергей Оборин        | 481 | 248 | 123 | 110 | 734-409 | 51      | 60      | Второй дивизион (1998), Первый дивизион (2003)                                           |
| 2006      | Игорь Уралёв (и. о.) | 1   | 0   | 0   | 1   | 0-2     | 0       | 0       |                                                                                          |
| 2006—2007 | Рашид Рахимов        | 48  | 20  | 14  | 14  | 54-46   | 42      | 51      |                                                                                          |
| 2008      | Миодраг Божович      | 34  | 16  | 9   | 9   | 37-30   | 47      | 56      | Финалист Кубка России по футболу 2007/2008                                               |
| 2009      | Димитр Димитров      | 24  | 7   | 6   | 11  | 24-35   | 29      | 38      |                                                                                          |
| 2009—2011 | Рашид Рахимов        | 70  | 19  | 17  | 34  | 49-78   | 27      | 35      |                                                                                          |
| Итого     | Рашид Рахимов        | 118 | 39  | 31  | 48  | 103-124 | 33      | 42      |                                                                                          |
| 2011—2012 | Миодраг Божович      | 19  | 9   | 5   | 5   | 25-18   | 47      | 56      |                                                                                          |
| Итого     | Миодраг Божович      | 53  | 25  | 14  | 14  | 62-48   | 47      | 56      |                                                                                          |
| 2012—2013 | Рустем Хузин         | 31  | 7   | 8   | 16  | 35-53   | 23      | 31      |                                                                                          |
| 2013—2014 | Станислав Черчесов   | 25  | 9   | 8   | 8   | 33-29   | 36      | 47      |                                                                                          |
| 2014      | Константин Парамонов | 6   | 0   | 3   | 3   | 5-10    | 0       | 16      |                                                                                          |
| 2014      | Славолюб Муслин      | 17  | 3   | 3   | 11  | 12-29   | 18      | 24      |                                                                                          |
| 2015—2018 | Гаджи Гаджиев        | 103 | 30  | 32  | 41  | 85-98   | 29      | 39      |                                                                                          |
| 2018      | Вадим Евсеев         | 12  | 6   | 2   | 4   | 11-11   | 50      | 55      |                                                                                          |
| 2021—2023 | Рустем Хузин         | 48  | 27  | 7   | 14  | 79-49   | 56      | 61      |                                                                                          |
| Итого     | Рустем Хузин         | 79  | 34  | 15  | 30  | 114-102 | 43      | 49      |                                                                                          |
| 2023      | Иван Черенчиков      | 31  | 12  | 8   | 11  | 30-33   | 39      | 47      |                                                                                          |
| 2024—2025 | Андрей Блажко        | 44  | 30  | 10  | 4   | 73-27   | 68      | 76      |                                                                                          |

## Спонсоры
- ОАО «Минеральные удобрения» (1996—2007)
- ООО «ЛУКОЙЛ-ПЕРМЬ» (2007—2012)
- ОАО «Уралкалий» (2012—2013)
- ОАО «Банк Москвы» (2013—2014)

## Капитаны
- 1993—1994  Вячеслав Оглезнев
- 1995—1998  Сергей Чебанов
- 1999—2000  Константин Парамонов
- 2001—2004  Рустем Хузин
- 2005—2006  Константин Парамонов
- 2007—2008  Алексей Попов
- 2008—2010  Мартин Кушев
- 2011—2016  Дмитрий Белоруков
- 2016—2018  Петар Занев
- 2020—2021  Тимофей Краев
- 2021—н.в.  Евгений Тюкалов

## Молодёжный состав и ЦПМФ «Академия футбола „Пермский край“»
В период выступления «Амкара» в Премьер-лиге имелась молодёжная команда, которая участвовала в турнире дублёров РФПЛ и молодёжном первенстве. В 2010 году заняла 2-е место.
В сезоне-2011/12 в первенство России среди ЛФК (зона «Урал и Западная Сибирь») участвовала команда «Амкар-СДЮШОР». С сезона-2012/13 — «Амкар-Юниор».
В 2018 году молодёжная команда клуба и выступавший в третьем дивизионе в зоне «Урал и Западная Сибирь» «Амкар-Юниор» были преобразованы в команду ЦПМФ «Академия футбола „Пермский край“», которая продолжила путь «Амкар-Юниора» в любительском первенстве России. В сезоне-2018 команда заняла 10-е место из 11 участников в зоне «Урал и Западная Сибирь». Команда «Амкар-УРАЛХИМ» (до 2018 года называлась «Амкар-ЗМУ») выступала в чемпионате города, в её составе — Сергей Волков, известный по выступлениям за «Амкар».
На сезон-2019 «Академия» вновь заявилась в турнир зоны «Урал и Западная Сибирь» III дивизиона, заняла 11-е место из 12.
На сезон 2020 в первенство Третьего дивизиона (зона «Урал и Западная Сибирь») заявилась воссозданная команда «Амкар».
В первенстве Урала и Западной Сибири сезона 2021 года принимала участие команда «Академия-Амкар», в сезоне 2022 — «Амкар-2», сезоне 2023 — «Амкар-Пермь-2».